# Xã Miller, Quận Franklin, Arkansas
Xã Miller (tiếng Anh: Miller Township) là một xã thuộc quận Franklin, tiểu bang Arkansas, Hoa Kỳ. Năm 2010, dân số của xã này là 109 người.